# Zelina Vega
Thea Megan Trinidad-Budgen (27 de diciembre de 1990) es una luchadora profesional estadounidense. Actualmente trabaja para la empresa WWE, donde se presenta en la marca SmackDown bajo el nombre de Zelina Vega.
También es conocida por haber luchado para Total Nonstop Action Wrestling (TNA), donde laboró con el nombre de Rosita, y por sus apariciones en Women Superstars Uncensored como Divina Fly. Durante su carrera como luchadora ha conseguido en una ocasión el Campeonato Femenino en Parejas de la TNA junto a Sarah Stock y el Campeona Femenina en Parejas de la WWE junto a Carmella. Además, es la inaugural Reina de la Corona tras ganarlo en Crown Jewel 2021.

## Primeros años
Cuando tenía 10 años perdió a su padre Michael Trinidad en los atentados del 11 de septiembre de 2001. Michael trabajaba para la empresa Cantor Fitzgerald en el piso 103 de la torre norte.

## Carrera

### Women Superstars Uncensored (2010)
El 20 de febrero de 2010, hizo su debut en la Women Superstars Uncensored (WSU), bajo el nombre en el ring Divina Fly, perdiendo ante Britteny Savage. El 6 de junio de 2010, Divina Fly & Niya, conocidos colectivamente como The Fly Girls, compitieron por el Campeonato de Parejas de la WSU, pero perdieron ante las campeonas Cindy Rogers & Jana.

### Total Nonstop Action Wrestling (2011-2013, 2015)

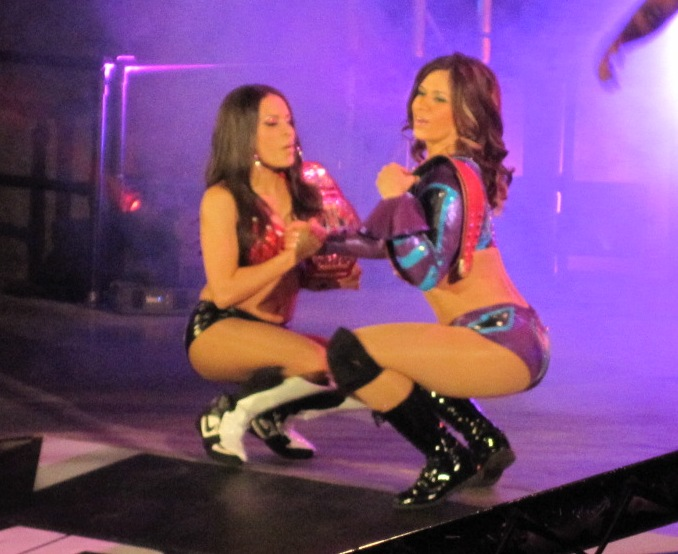
Trinidad en la TNA como Campeona Femenina en Parejas junto a Sarita

El 11 de enero de 2011, Trinidad luchó en un dark match par la Total Nonstop Action Wrestling, perdiendo ante Angelina Love. El 27 de enero se informó que Trinidad había firmado un contrato con la promoción, haciendo su debut el 10 de febrero en la edición de Impact! como Rosita, la prima de la luchadora Sarita, derrotando junto a Sarita, Madison Rayne & Tara a Angelina Love, Mickie James, Velvet Sky & Winter, cubriendo Rosita a Sky. La semana siguiente, Rosita y Sarita derrotaron a Angelina Love & Velvet Sky, ganando una oportunidad por el Campeonato Femenino en Parejas de la TNA de Love & Winter. El combate tuvo lugar en Victory Road, donde Sarita & Rosita ganaron el título, ganando Trinidad su primer campeonato de lucha libre. Tras esto, se unieron a Hernández y, posteriormente, a Anarquía, formando el satble Mexican America, que promulgaba la superioridad de los mexicanos sobre los estadounidenses. La semanas siguientes, defendieron los títulos con éxito, primero ante The Beautiful People (Angelina Love & Velvet Sky) y luego contra Madison Rayne & Tara. Tuvieron su tercera defensa exitosa el 16 de junio en Impact Wrestling, derrotando a Sky & Ms. Tessmacher, después de una interferencia de ODB. Finalmente, perdieron los títulos el 12 de julio (emitido el 21 de julio) ante Ms. Tessmacher & Tara. En Hardcore Justice, se enfrentaron de nuevo a las nuevas campeonas usando su cláusula de revancha, pero fueron derrotadas. El 22 de marzo de 2012 en Impact Wrestling, tuvieron otra oportunidad por el título, pero fueron derrotadas por Eric Young & ODB. Luego, tuvieron otra oportunidad en Lockdown en un steel cage match, pero volvieron a ser derrotadas. El 10 de enero dejó la empresa con Sarita al no querer renovar contrato.
Trinidad, como Rosita, volvió a la TNA por una noche el 14 de febrero de 2015 en las grabaciones para Knockouts Knockdown 3, donde fue derrotada por Angelina Love.

### Circuito Independiente (2011-2016)
A finales de agosto de 2011, Trinidad viajó a México, donde asistió a un evento organizado por el Consejo Mundial de Lucha Libre (CMLL), empresa en la que trabajaba Sarita bajo el nombre de Dark Angel. Durante su estancia en el país, fue entrenada por los entrenadores del CMLL Hijo del Gladiador y Tony Salazar y le fue ofrecido un contrato con la promoción, el cual rechazó al tener la TNA una relación laboral con la empresa rival, la Asistencia Asesoría y Administración (AAA). Pocos días después, apareció en el programa de AAA Sin Límite, como parte de una Storyline donde los luchadores de la TNA invadían la promoción.

### Family Wrestling Entertainment (2011–2012)
El 14 de mayo de 2011, hizo su debut en la empresa Family Wrestling Entertainment, perdiendo ante la también knockout Winter. El 24 de marzo de 2012, se enfrentó a la Campeona Femenina Maria Kanellis y a Winter en un combate por el título, ganándolo Winter después de que la cubriera.

### WWE

#### Primeras apariciones (2013-2016)
El 4 de marzo de 2013, Trinidad participó en una tryout para WWE. Trinidad volvió a la promoción, en junio de 2014, apareciendo varias veces como una «Rosebud» de Adam Rose. Trinidad entonces apareció en TakeOver: Fatal 4-Way en un segmento de backstage con Tyler Breeze. En el episodio del 26 de octubre de 2016, de NXT, Trinidad perdió una lucha ante la Campeona Femenina de NXT Asuka.

#### Trabajo como mánager (2017-2018)

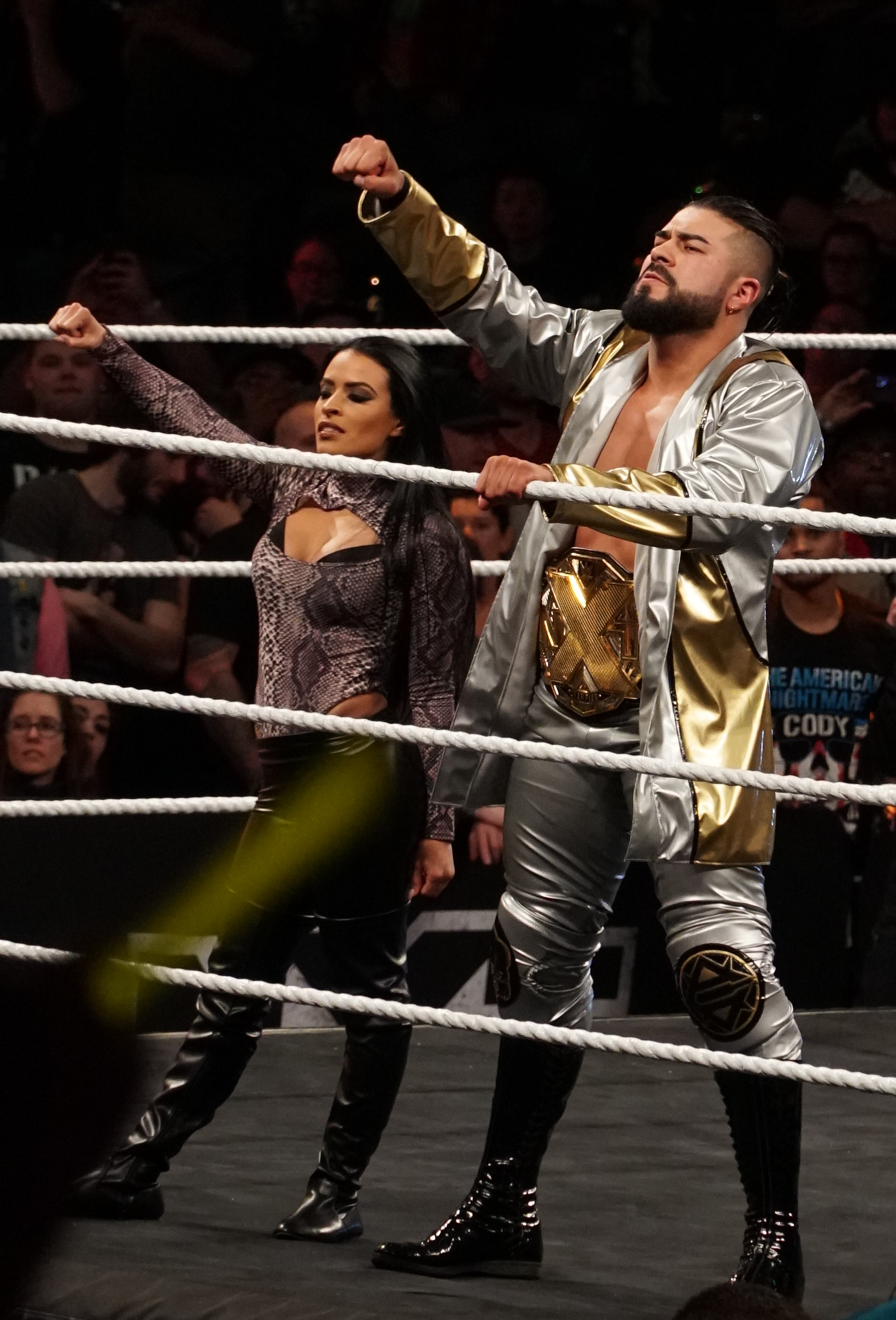
Vega acompañando a Andrade «Cien» Almas en NXT TakeOver: New Orleans, abril de 2018.

El 5 de junio de 2017, se informó que Trinidad había firmado con la WWE.
Comenzó a aparecer en NXT en el episodio del 9 de junio, donde se confrontó a Andrade "Cien" Almas sobre su comportamiento y lo abofeteó El 19 de julio, ella acompañó a Andrade cuando él atacó a Cezar Bononi y se retiró de No Way Jose. Bajo el nombre de Zelina Vega, fue establecida como la mánager Heel de Andrade, quien derrotó a No Way José el 9 de agosto. En NXT TakeOver: WarGames el 18 de noviembre, Vega acompañó a Andrade a su lucha contra Drew McIntyre por el Campeonato de NXT, donde intervino al intentar realizar una hurricanrana en McIntyre, fallando en el primer intento, pero logró realizar una carrera de hurrincanrana en él. Más tarde, Andrade ganó el título.
El 27 de enero de 2018, en NXT TakeOver: Philadelfia, durante la defensa del título de Andrade contra Johnny Gargano, Vega intervino y realizó un hurricanrana en Gargano, lo que provocó que fuera atacada por la esposa de Gargano, Candice LeRae, mientras que Andrade finalmente ganó la lucha. El 28 de enero en Royal Rumble, Vega hizo su primera aparición en el roster principal cuando acompañó a Andrade en su entrada como número 7 durante el Royal Rumble Match, en el que eliminó a Kofi Kingston antes de ser eliminado por Randy Orton Como parte de la compañía, Vega hizo su debut en el ring para NXT durante un Live Event el 3 de febrero, donde se unió a Andrade para ser derrotada por Johnny Gargano y Candice LeRae. En el episodio del 18 de abril de NXT, Vega estuvo acompañada por Andrade durante su primera lucha televisada en el que fue derrotada por Candice LeRae y resultó ser la última aparición de Vega y Andrade en NXT.

#### Inicios en el roster principal (2018-2020)
El 17 de abril de 2018 en SmackDown Live, Zelina fue reclutada como parte de WWE Superstar Shake-up, acompañado de Andrade "Cien" Almas. Vega hizo su debut para la marca en el episodio del 15 de mayo, acompañando a Almas en un combate contra un luchador local en el que salió victorioso.
El 31 de julio en SmackDown Live, tuvo su primera lucha de manera individual, derrotando a Lana después de una distracción de Andrade, esto iniciaría su primera rivalidad en el elenco principal al lado de Andrade en contra de Lana, Rusev y Aiden English. Esto los llevaría al Kick-Off de SummerSlam, donde saldrían victoriosos al cubrir a Lana. Más tarde junto a Andrade se involucraría en el feudo que llevaban The Miz & Maryse contra Daniel Bryan & Brie Bella, ayudando a estos primeros en diferentes ocasiones. El 28 de octubre participó en una batalla real en el primer evento femenino de la WWE Evolution donde la ganadora recibiría una oportunidad por el campeonato femenino de su elección, pero fue la penúltima eliminada por Nia Jax. Más tarde el 27 de noviembre en SmackDown volvería ser parte de otra batalla real donde la ganadora recibiría una oportunidad por el Campeonato Femenino de SmackDown, pero fue eliminada por Lana. El 29 de diciembre hizo equipo con Andrade siendo derrotados por Becky Lynch y John Cena. 
El 27 de enero de 2019 participó en Royal Rumble con el #20, en dicho combate tuvo una fuerte confrontación con su ex rival Candice LeRae, pero fue eliminada por Rhea Ripley debido a una distracción de Hornswoggle. En WrestleMania 35 participó en el WrestleMania Women's Battle Royal, sin embargo fue eliminada por Sonya Deville y Mandy Rose. Para el WWE Superstar Shake-Up fue originalmente transferida a Raw, sin embargo a la semana de anunciado el cambio fue enviada de regreso a SmackDown el 22 de abril sin motivos revelados. El 14 de octubre, Andrade y Zelina fueron enviados a Raw como parte del Draft. uando Andrade tenía una rivalidad contra Sin Cara, en el Raw del 28 de octubre, Sin Cara vino acompañado de Carolina y durante el combate Vega distrajo al árbitro a favor de Andrade, sin embargo fue detenida por Carolina. La siguiente semana en Raw, junto a Andrade se enfrentaron a Carolina & Sin Cara en un Mixed Tag Team Match, combate que el cual ganaron. El 26 de diciembre en un House Show estuvo presente cuando Andrade ganó el Campeonato de los Estados Unidos contra Rey Mysterio.
En Royal Rumble participó en el Womens Royal Rumble Match entrando como  #25 y siendo eliminada por Shayna Baszler. Durante el mes de febrero de 2020 empezó a tener como cliente al luchador Angel Garza, esto debido a la suspensión de su actual cliente Andrade por fallar el test de bienestar, para continuar la rivalidad con el primo de Garza, Humberto Carrillo. El 29 de marzo debido a la lesión de Andrade, Zelina reclutó como reemplazo a Austin Theory para que junto con Angel Garza compitieran por los Campeonatos de Parejas de RAW en Wrestlemania 36 ante The Street Profits. En WrestleMania 36, Garza & Theory perdieron frente a The Street Profits pero después del combate, junto a Garza & Theory atacaron a The Street Profits (Angelo Dawkins y Montel Ford), hasta que fueron salvados por Bianca Belair. A la noche siguiente en Raw, se enfrentó a Bianca Belair, primero quedó la lucha en DQ, y luego en una lucha de tercias entre ella, Theory y Garza fueron derrotados por la tercia de The Street Profits y Belair. El 18 de mayo, echaron a Austin Theory de su equipo.
El 14 de septiembre de 2020 en Raw terminó su alianza con Andrade y Ángel Garza debido a que ellos dos no podían llevarse bien. Esa misma noche retó a Asuka por el Campeonato Femenino de Raw. Tras esto, el 21 de septiembre derrotó a Mickie James y se convirtió en la contendiente #1 por el Campeonato Femenino de Raw. En Clash of Champions se enfrentó a Asuka por el título, pero fue derrotada al igual que en su revancha del 28 de septiembre. El 12 de octubre fue enviada a SmackDown como parte del Draft 2020. El 6 de noviembre se enfrentó a Natalya y Ruby Riott compitiendo por un puesto para representar a la marca en Survivor Series, sin embargo, fue derrotada. Finalmente, el 13 de noviembre Thea Trinidad (Zelina Vega) fue liberada de su contrato con la WWE, poco después de su salida se alegó que fue debido a que se negó a cerrar sus plataformas personales de Twitch y OnlyFans, tópico que fue abordado por la misma Trinidad en sus redes sociales, por lo que muchos compañeros luchadores se le unieron en contra de tales políticas.

#### Queen Zelina (2021-2022)
El 2 de julio en SmackDown después de algunas semanas de haberse estado rumoreando su retorno, Sonya Deville hizo oficial el regreso de Thea (bajo el nombre de Zelina Vega) como participante en la lucha femenina por el maletín de Money in the Bank como parte del roster de la marca azul. Vega tuvo su primera lucha desde su despido esa misma noche, saliendo derrotada por Liv Morgan.
En el torneo Queen's Crown logró eliminar a Toni Storm y Carmella para asegurar su lugar en la final que se llevó a cabo en Crown Jewel, donde después de derrotar a Doudrop se convirtió en la primera e inaugural Reina de la corona, pasando a ser conocida como Queen Zelina. Posteriormente inició una rivalidad titular en equipos junto a Carmella en contra de las campeonas, Nikki A.S.H y Rhea Ripley, enfrentándolas semana a semana. Carmella y Zelina obtuvieron una oportunidad titular que fue efectiva hasta el 22 de noviembre en Raw, donde derrotaron a Nikki y Ripley, ganando los Campeonatos Femeninos en Parejas de la WWE, siendo este el primer campeonato de Zelina dentro de la WWE.
En el primer Raw del año 2022, Zelina y Carmella retuvieron los campeonatos en una revancha contra Nikki A.S.H y Rhea Ripley. En Royal Rumble, participó en la batalla real femenil ingresando en el #7, donde eliminó a Sasha Banks, sin embargo fue eliminada por Ripley. En WrestleMania 38, defendió los campeonatos junto a Carmella enfrentando a Liv Morgan & Rhea Ripley, Natalya & Shayna Baszler y Sasha Banks & Naomi, perdiéndolos al ser Banks y Naomi las ganadoras y nuevas campeonas.

#### Legado Del Fantasma y Latino World Order (2022-2024)
En el episodio del 7 de octubre de 2022 de SmackDown, Zelina regresó después de una larga ausencia a causa de una lesión. Ella, junto al Legado Del Fantasma (Santos Escobar, Cruz del Toro y Joaquin Wilde), atacaron a Hit Row, revelando que sería su nueva momento, dejando atrás su personaje de la Reina. El 28 de enero de 2023 en Royal Rumble, participaría en la batalla real femenina entrando en la posición #21, eliminando a Xia Li pero siendo eliminada por Lacey Evans.
En el episodio del 31 de marzo de SmackDown, Rey reformó el Latino World Order invitando al Legado Del Fantasma como muestra de agradecimiento por ayudarlo en su lucha contra su hijo, Dominik, y The Judgment Day, cambiando Zelina así como sus compañeros a face. En el episodio del 21 de abril de SmackDown, Vega solicitó una lucha contra Rhea Ripley por el Campeonato Femenino de WWE SmackDown en Backlash, que fue otorgada por el oficial de WWE Adam Pearce. En el evento, Vega fue derrotada por Ripley. En el episodio de SmackDown! del 2 de junio, derrotó a Lacey Evans clasificando al Women's Money In The Bank Ladder Match en Money In The Bank.
Ya en 2024, hizo su regreso a la marca NXT en el episodio del 16 de enero, acompañando a Cruz Del Toro & Joaquin Wilde quienes derrotaron a Chase U (Duke Hudson & Riley Osborne) en la Primera Ronda del Dusty Rhodes Tag Team Classic avanzando a la Semifinal,

## Vida personal
En 2011, en el décimo aniversario de los ataques del 11 de septiembre, Trinidad habló sobre su padre en una entrevista fuera de personaje durante el evento No Surrender de TNA. Es prima del luchador profesional Amazing Red.
Ha comentado que Dwayne Johnson la inspiró a participar en películas, afirmando que quería ser la versión femenina de Rey Mysterio. Es católica.
Desde 2018, Meghan está casada con el luchador profesional Thomas Budgen, más conocido como Aleister Black.

## Otros medios
Trinidad participó en la película Dorothy and the Witches of Oz (2012). Interpretó a AJ Lee en la película Fighting with My Family.
En 2018 marco su debut en los videojuegos apareciendo para WWE 2K19 como mánager, posteriormente apareció en WWE SuperCard y WWE 2K20 como personaje jugable. Durante el Royal Rumble 2023, salió a la batalla real caracterizada del personaje Juri Han de la saga de videojuegos Street Fighter. Al mismo tiempo se daba a conocer que Trinidad sería una de las voces que participará en Street Fighter 6 como anunciadora de los combates.

## Filmografía
| año  | Título                  | Personaje | Notas                  |
| ---- | ----------------------- | --------- | ---------------------- |
| 2018 | Fighting with My Family | AJ Lee    | Producida por The Rock |

## Campeonatos y logros
- Total Nonstop Action Wrestling

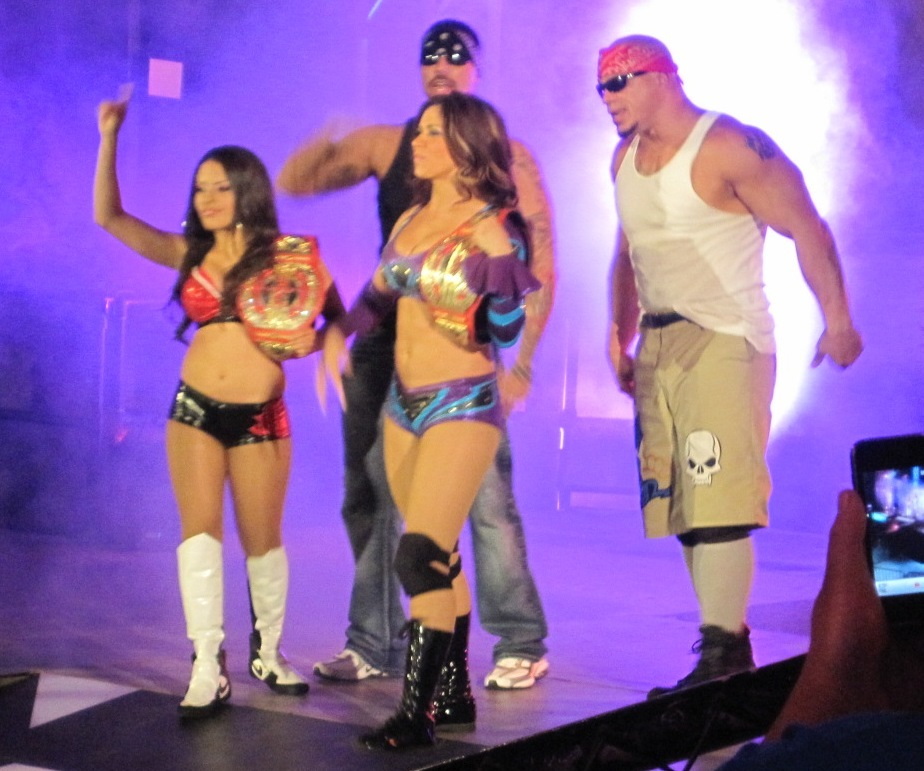
Vega (izquierda) sosteniendo el TNA Knockout Tag Team Championship, mientras hace su entrada junto a Sarita y Mexican America.

  - TNA Knockout Tag Team Championship (1 vez) - con Sarita

- WWE
  - WWE Women's United States Championship (1 vez)
  - WWE Women's Tag Team Championship (1 vez) - con Carmella
  - Queen of the Ring (2021)

- Pro Wrestling Illustrated
  - PWI Luchador más inspirador - 2011[56][57]
  - Mánager del año (2018)[58]
  - Situada en el N.º 31 en el PWI Female 50 en 2011.[59]
  - Situada en el N.º 33 en el PWI Female 50 en 2012.[60]